# Rineloricaria uracantha
Rineloricaria uracantha es una especie de peces de la familia Loricariidae en el orden de los Siluriformes.

## Morfología
Los machos pueden llegar alcanzar los 16,5 cm de longitud total.

## Distribución geográfica
Se encuentra en los ríos de las dos vertientes de la América Central.